# Рочестер (Кент)
Рочестер — приморский город в английском графстве Кент, входит в состав унитарной единицы Медуэй.
Этот небольшой, но старый городок находится примерно в 50 километрах от Лондона. Город известен своими средневековыми собором и замком. В окрестностях Рочестера помещено действие многих романов Диккенса.

## История
- В 43 году римляне основали колонию Durobrivae, которая впоследствии стала городом Рочестер.
- В 190 году систематически начали создаваться земляные укрепления.
- В 225 году земляные укрепления были заменены каменными, которые сохранились и по сей день.
- 427 год. Римляне оставили Великобританию.
- 600 год. Король Этельберт Кентский издал свод законов, касающихся уголовных деяний. В нём было около 90 законов.
- В 604 году Юст Кентерберийский, будущий архиепископ Кентерберийский, стал епископом города.
- 604 год. Юст основал собор в Рочестере, 42 футов (13 м) в высоту и 28 футов (8,5 м) в ширину.
- 604 год. В городе основана королевская школа.
- В 930 годы Рочестер получил право чеканить монету.
- 960 год. Построен деревянный мост через Медуэй.
- 1080 год. Гундульф начинает строить новый собор, на участке между стеной и римской Уотлинг-стрит.
- 1087 год. Гундульф начинает строительство Рочестерского замка.
- В 1215 году после двухмесячной осады город был взят Иоанном Безземельным[2].
- 1376 год. Чума в Рочестере.
- 1461 год. В городе появляется первый мэр.
- Декабрь 1688 года. Король Яков II провел свою последнюю ночь как король в доме на Хай-стрит в Рочестере. Впоследствии этот дом стал известен как Дом отречения.

## Достопримечательности города
В городе много достопримечательностей, но основные — это собор, построенный между 1080 и 1130 годами (центральная башня собора была построена в 1343 году), и Рочестерский замок — начало строительства в 1087 году. Замок стоит на холме, из его окон виден город и река Медуэй.

### Рочестерский замок

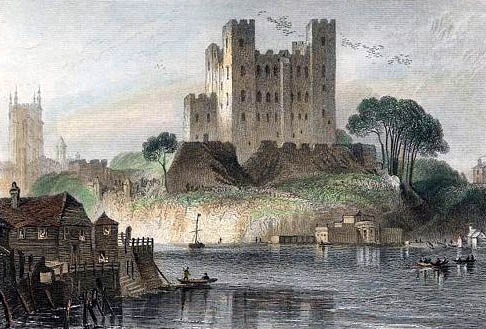
Замок Рочестер. Гравюра Г. Адларда по картине Дж. Ф. Сарджента.

Этот замок расположен на восточном берегу реки Медуэй в Рочестере (графство Кент).
После завоевания норманнов начали строить деревянную крепость типа motte and bailey. Важность укрепления этого места была правильной, поскольку Рочестер с южной стороны прикрывает путь к Лондону и является укреплённым узлом на подступах к Лондону, расположенных далеко от него.
В 1067 году Вильгельм I Завоеватель отдал земли Эйлесфорда в Кенте епископу Одо Байонскому.

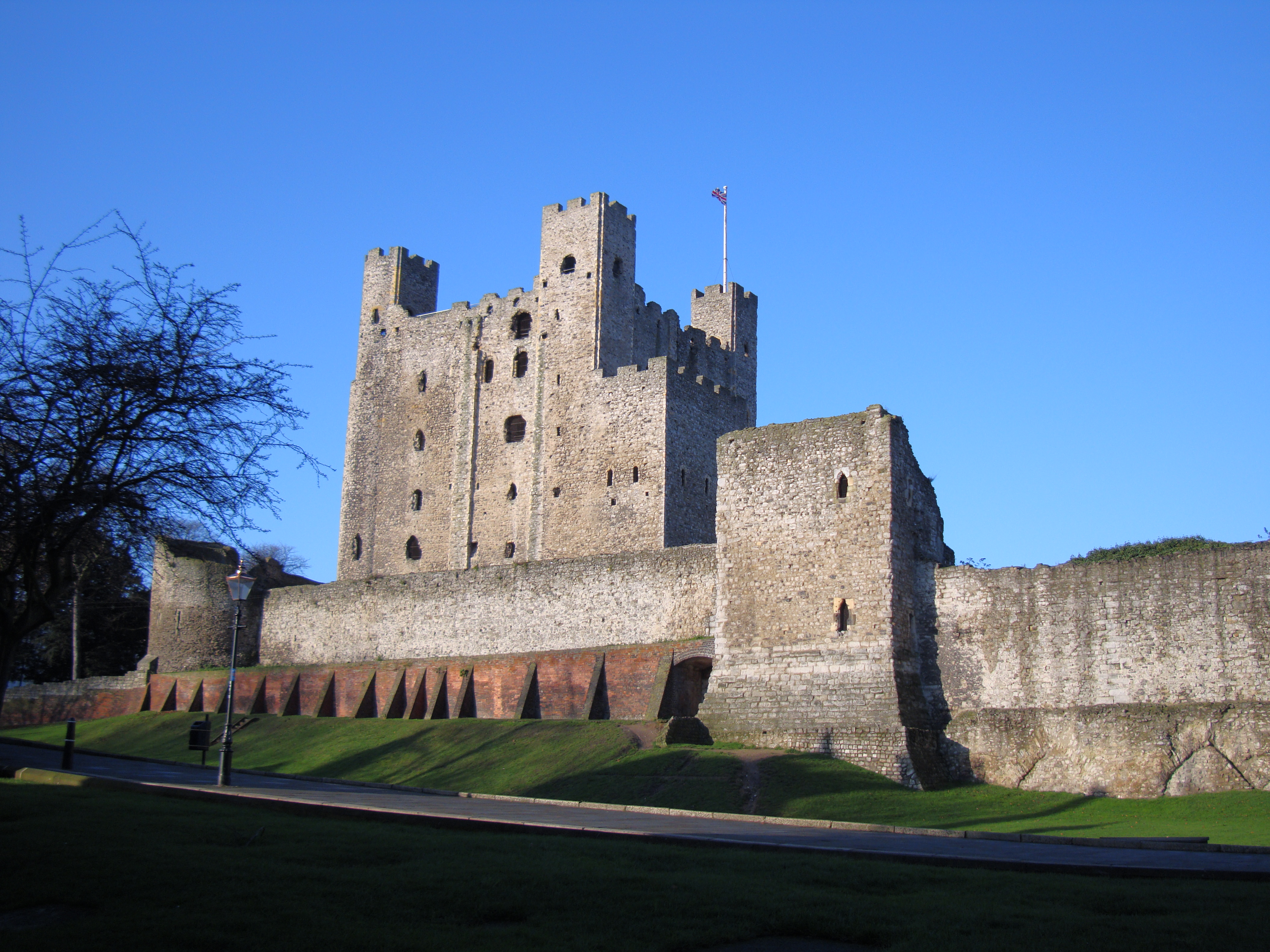
Вид на Рочестерский замок из дверей Рочестерского собора

В 1087 году Вильгельм Руфус осадил Рочестер, поскольку Одо организовал против него восстание. После захвата города и выдворения Одо, в 1087—1090-х годах Гандальф, получивший известность строитель того времени, начал возводить в Рочестере замок из камня. Городская стена осталась ещё со времён Рима. Укрепления были построены непосредственно в углу стены.
В 1127 году, в соответствии с эдиктом Генриха I, замок попал в распоряжение архиепископа Кентерберийского Вильгельма де Корбейля; при отдаче замка было одно условие — сделать «укрепление или башню, которые удерживать во веки веков» (англ. «fortification or tower within the castle and keep and hold it forever»). В том же году архиепископ построил четыре угловые башни, тем самым укрепив донжон в замке.

### Рочестерский собор

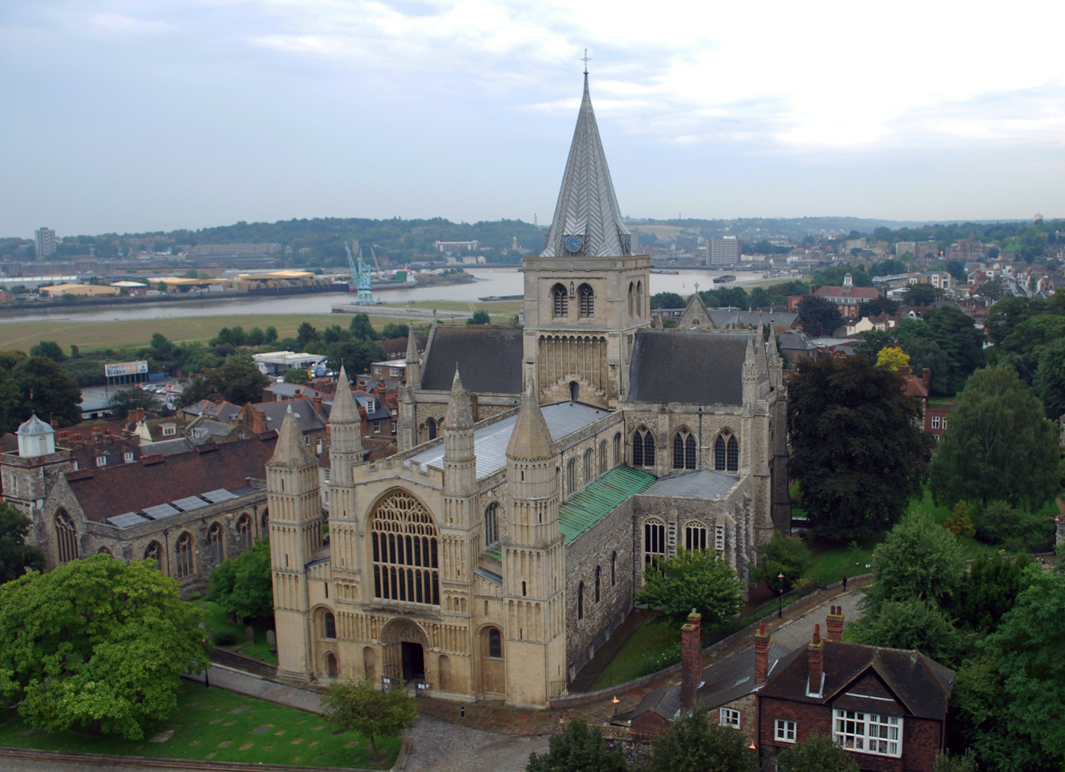
Рочестер собор, вид из верхних окон Рочестерского замка.

Рочестерский собор является норманнской церковью в Рочестере, графство Кент. Епархия является второй старейшей в Англии, старше только в Кентербери. Строительство собора было начато в 1080 году.
Город сильно пострадал от набегов мерсийцев в 676 году и викингов в X веке, но сохранил своё значение, так что, когда Вильгельм I завоевал Англию в 1066 году, он отдал церковь и её поместья своему соратнику Одо. После этого церковь стала почти нищей, ситуация изменилась только в 1082 году, когда Ланфранк, архиепископ Кентерберийский смог вернуть часть земель, которые ранее принадлежали церкви.
Немаловажную роль в становлении церкви играет также епископ Рочестера Гундульф. Он, как талантливый архитектор, считается ключевой фигурой в проектировании и строительстве Рочестерского собора.